# Durham-Sud
Durham-Sud est une municipalité dans la municipalité régionale de comté de Drummond  au Québec, située dans la région administrative du Centre-du-Québec. Elle est traversée par la Route 116. Elle s’étend sur une superficie de plus de 92 kilomètres carrés au sud-est de la ville de Drummondville. Durham-Sud, qui fait partie de la MRC de Drummond, regroupe environ 1000 Durhamiennes et Durhamiens.

## Toponymie
Le nom de Durham a été emprunté à un comté de Grande-Bretagne, comme, par ailleurs, la majorité des cantons créés à la fin du XVIIIe et au début du  XIXe siècle.

## Histoire
En 1802, le canton de Durham fut constitué dans le cadre de la politique du gouvernement du Bas-Canada afin de peupler les terres du centre du pays. Le 8 juin 1845, la municipalité du canton de Durham fut constituée civilement. Cependant, la région était encore relativement déserte et ce n’est qu’après 1851, année de la construction du chemin de fer de la compagnie Saint-Lawrence and Atlantic Railroad, que les colons commencent à s’installer.
Le premier colon, M. Fulgence Préfontaine, serait arrivé du Charlevoix en 1854. Puis, une mission catholique y est créée en 1857. La messe est célébrée dans la maison de M. Calvin Alexander, la première chapelle en bois n’étant érigée qu’en 1862. La paroisse Saint-Fulgence est constituée canoniquement sur une partie du canton de Durham en 1863.
Le 1er janvier 1865, est créée la municipalité du canton de Durham-Sud qui se détache de la municipalité du canton de Durham.
L’église Saint-Fulgence remplace la chapelle en 1872, cette dernière étant désormais utilisée comme école municipale. L’église Saint-Fulgence, avec son carillon de trois cloches, installé en 1964, est un exemple de l’architecture classique québécoise de la fin du XIXe siècle.

## Géographie
La rivière Ulverton délimite le sud-est de la municipalité en coulant vers le nord-est.
À partir de son crénon, dans le nord-est, la rivière Saint-Germain coule vers le nord-ouest.

## Démographie
| 1996 | 2001 | 2006  | 2011  | 2016  | 2021  |
| ---- | ---- | ----- | ----- | ----- | ----- |
| 988  | 995  | 1 018 | 1 008 | 1 043 | 1 051 |

## Administration
Les élections municipales se font en bloc pour le maire et les six conseillers.
| Durham-Sud Maires depuis 2002                                                                                        |              |         |          |
| Élection | Maire        | Qualité | Résultat |
| 2002 | Michel Noël  |         | Voir     |
| 2005 | Michel Noël  | Voir    |          |
| 2009 | Michel Noël  | Voir    |          |
| 2013 | Michel Noël  | Voir    |          |
| 2017 | Michel Noël  | Voir    |          |
| 2021 | Sylvie Laval |         | Voir     |
| Élection partielle en italique Depuis 2005, les élections sont simultanées dans toutes les municipalités québécoises |              |         |          |

## Personnalités liées
- Richard Ibghy et Marilou Lemmens, un duo d'artistes en arts visuels, basé à Durham-Sud